# Diego Matthai Springer
Diego Matthai Springer (Ciudad de México, 19 de marzo de 1942-16 de julio de 2023) fue un arquitecto, diseñador y artista mexicano. Ha sido galardonado con varios premios como el reconocimiento a su Carrera en Diseño de Interiores AMDI (2010) y la Medalla de Plata en la XII Bienal de Arquitectura Mexicana en la Clasificación de Diseño de Interiores (2012).

## Biografía
Nació el 19 de marzo de 1942 en la Ciudad de México, de padres alemanes que emigraron a México justo antes de la Segunda Guerra Mundial. Su padre, Horst Matthai Quelle, fue un filósofo muy importante en su época.
De 1948 a 1960, estudió en el Colegio Alemán Alexander Von Humboldt.
De 1961 a 1965 estudió arquitectura en la Universidad Iberoamericana, recibiendo su título en 1966, con Mención Honorífica.
Viajó por Europa y América y fue autodidacta en su trabajo. De 1972 a 1979 fue profesor de Diseño Básico en la Escuela de Arquitectura de la Universidad Nacional Autónoma de México con el Dr. Mathias Goeritz.
Como arquitecto ha realizado proyectos de toda índole: Casas habitación particulares, edificios para oficinas y departamentos, tiendas, boutiques, centros comerciales, fábricas, bodegas, laboratorios, interiores de oficinas, casas y departamentos, discotecas, restaurantes, bares, conjuntos urbanos, plazas, etc.
Como diseñador y artista ha realizado esculturas monumentales y urbanas, así como también murales, y desde los inicios de su actividad profesional hasta la fecha, ha puesto especial interés y cuidado en soluciones adecuadas en mobiliario urbano y mobiliario en general, es decir, se preocupa por mejorar y optimizar el diseño de objetos con los que el hombre se enfrenta cotidianamente, obteniendo una serie de muebles-objeto cuyo valor radica en mejorar la calidad de vida de las personas que lo usan. También ha diseñado joyería, vestuario, accesorios utilitarios y no utilitarios, imágenes corporativas, escenografía de teatro, etc.
Ha tenido 20 exposiciones individuales de sus obras de arte, tanto en México como en el extranjero. Así mismo ha participado en más de 150 exposiciones colectivas en todo el mundo. Museos de Estados Unidos, en Nueva York, Chicago, Kansas City, Los Ángeles, Miami, San Francisco, etc., en Europa, y en la República Mexicana cuentan con sus obras.
Sobre él se han escrito más de 600 artículos en libros, enciclopedias, revistas y periódicos de todo el mundo.
Fue miembro del Colegio de Arquitectos de México (1967) y de la Sociedad Internacional de Diseñadores de Interiores (IIDA). Fue Presidente de la Sociedad de Diseñadores de Interiores Mexicanos (DIM) desde 2014. También fue Consejero Editorial de viarias revistas de Arquitectura y Arte.
El arquitecto ha producido más de 1,500 obras de arte y más de 600 proyectos y obras.

## Obras destacadas
- Condominio Miravalle (Ciudad de México. 1965)
- Agencia de Publicidad O.B. y asociados (Ciudad de México. 1968)
- Departamento Balsas (Ciudad de México. 1969)
- Tienda Milano (Ciudad de México. 1970)
- Penthouse para Luis (Ciudad de México. 1972)
- Discoteca Black & White (Ciudad de México. 1974)
- Casa González Pereyra (Coatzacoalcos, Veracruz. 1975-2009)
- Banco Longoria (Guadalajara, Jalisco. 1977)
- Casa Santa Catarina (Ciudad de México. 1979)
- Casa Villa del Río (Acapulco, Guerrero. 1980)
- Casa Mita (Ciudad de México. 1983)
- Restaurant & Bar El Olvido (Ciudad de México. 1983)
- Metrópolis Suburbia (Ciudad de México. 1985)
- Oficinas Playa del Río (Ciudad de México. 1985)
- Discoteca Metal (Ciudad de México. 1986)
- Tren Presidencial Miguel de la Madrid (México. 1988)
- Casa “La Iguana” (Puerto Escondido, Oaxaca 1990-1999)
- Casa Capin (Ciudad de México. 1991)
- Súper Servicio Lomas, intervenciones (México, D.F. 1992-2002)
- Centurión Club American Express  (México, D.F. 1993)
- Departamento Lord Byron (Ciudad de México. 1994)
- Restaurante El Olvido (Acapulco, Guerrero. 1994)
- Sala Nube II (Ciudad de México. 1995)
- Departamento Perez-De Cobos (Ciudad de México. 1995)
- La Iguana (Puerto Escondido, Oaxaca. 1999)
- Estudio Matthai Arquitectos (Ciudad de México. 1999)
- Oficinas Travel Service Office “El Ángel”, American Express (Flag Ship) (Ciudad de México. 1999)
- American Express Lobby (Ciudad de México. 2000)
- Centurión Club American Express (Ciudad de México. 2000)
- Super Servicio Lomas (Ciudad de México. 2004)
- Restaurante Bar Makmul (Gómez Palacio, Durango. 2004)
- Parque Uruguay (Ciudad de México. 2004)
- Casa San Ángel II (Ciudad de México. 2005)
- Restaurante La Pausa (Querétaro. 2007)
- Restaurante Bar Flap's (Ciudad de México. 2008)
- Fundación Mary Street Jenkins (Puebla, Puebla 2009), proyecto Ganador de la Medalla de Plata en la XII Bienal de Arquitectura Mexicana
- Símbolo Dubái, concurso (Emiratos Árabes Unidos, Parque Za’abee 2009)
- Hotel México Plaza (León, Guanajuato. 2009)
- Edificio Río Lerma 333 (Ciudad de México. 2009)
- Hotel en el Centro de Alto Rendimiento de la Federación Mexicana de Fútbol (México, D.F. 2010-2012)
- Torre Alta (Orizaba, Veracruz. 2012)
- Mirador de la Federación Mexicana de Fútbol (Ciudad de México. 2014)
- Edificio La Quilla (Ciudad de México. 2014)
- Bistró M (Ciudad de México. 2014-2015)
- Zicatela Heights (Puerto Escondido, Oaxaca. 2009-2016)

## Arte y diseño
- Silla Director (1968)
- Silla México (1970)
- Bibelots de Acero (1970)
- Deco Mural (1970-1990)
- Mesa Cecil (1971)
- Mesa Neón (1972)
- Escultura para muro «Splash» (1972)
- «Pirámides» Escultura para el INP (1972)
- Escultura Neón «Tres por tres son siete» (1972)
- Mesa Cirque (1973)
- Ajedrez en acero inoxidable y acero cromado (1974)
- Backgammon de piel y cromo (1975)
- Escultura Torre Hexapiramidal (1975)
- Cuadro en acero «Painting a Landscape» (1975)
- Escultura Cubos Empiramidados (1976)
- Escultura Cilindros Empiramidados (1980)
- Escultura para muro «Homenaje a Matías Goeritz» (1983)
- «Brochazo» (1985)
- Escultura Urbana «Estaca» (1990-2002)
- Escultura «Matthaiaso» (1992)
- Caja «El Panteón de Roma» (1992)
- Esculturas Concéntricas (1994)
- Sillón Amiba (2000)
- Escultura Urbana «Nopal Ármelo Usted Mismo» (2003)
- Escultura «Love» (2005)
- Mesa Silverball (2006)
- Mueble Robot (2006)
- Lámpara Column (2006)
- Backgammon de madera (2006)
- Diálogo de Bancas (2006)
- Silla Martha (2011)
- Diseño y creación de Esculturas de Neón (2013)
- Diseño y creación de Lámparas de Acero Inoxidable y Acero Cromado, inspiradas en un primer diseño, realizado en 1971, llamado «Cubo» (2013)
- Escultura Urbana «La Cárcel de la Esfera» (2015)
- Escultura para muro «Brochazo» (2015)
- Bibelots de madera y plata (2017)

## Premios y reconocimientos
- 1970 - Premio a la Excelencia Europea
- 1971 - Acreditación como Socio Fundador de Diseñadores de México A.C.
- 1989 - Título: IIDA (International Interior Design Association), Internacional.
- 2001 - Reconocimiento Primera Muestra Internacional de Interiorismo Contemporáneo, México, Palacio de Bellas Artes.
- 2002 - 1.er Premio de la VII Bienal de Arquitectura Mexicana, por la obra "Lobby PB de American Express".
- 2005 - Arquitecto en la Práctica Profesional “Luis Barragán” por el Colegio de Arquitectos de México.
- 2005 - Premio a la Excelencia Universal.
- 2005 - Reconocimiento de la participación en la Exposición "50 años: 50 obras", en el marco de las celebraciones del 50 Aniversario del Departamento de Arquitectura de la Universidad Iberoamericana.
- 2009 - 1.er Premio AMDI Categoría Turismo.
- 2009 - Premio Nacional de Interiorismo 10.ª Edición Categoría Turístico por Restaurante- Bar Flap’s, México.
- 2010 - Reconocimiento a su carrera en diseño Interiores. AMDI.
- 2012 - Medalla de Plata en la XII Bienal de Arquitectura Mexicana en la clasificación de Diseño de Interiores e Integración Plástica con la obra "Corporativo Mary Street Jenkins".
- 2013 - Mención Honorífica en la categoría Corporate Space Small con el proyecto Fundación Mary Street Jenkins, Puebla, México, otorgado por el IIDA, Miami, FL, USA.
- 2014 - Presidente de la Sociedad de Interioristas de la Ciudad de México, CAM-SAM.